# マツコの日本ボカシ話
『マツコの日本ボカシ話』（マツコのにほんボカシばなし）は、TBS系列で2013年10月23日（水曜日）に放送されたマツコ・デラックス司会のトークバラエティ番組である。

## 概要
2013年9月まで『マツコの知らない世界』に出演していたマツコ・デラックスが、毎週顔出しNGの業界人とトークをするバラエティ番組。本番組は“顔出しなら絶対に話せないこと”をテーマに、様々な業界裏事情や生々しい実体験にマツコがトークで切り込んでいく内容だった。
当初から「マツコの知らない世界」の後番組の触れ込みで放送するも、後述する理由で第1回で打ち切られることとなった。

## 出演者
- マツコ・デラックス

## 放送内容
- 第1回: 生保レディ

街の喫茶店内で、マツコが二人の現役生保レディを迎える。レディのモチベーションを引き出すため各事業所の所長には見栄えの良い男性を配置する例、伝説的な生保レディと当たり障りのない話から進み、マツコに「生保レディには枕営業とかあるんですか？」と探りを入れられ、当初は言葉を濁していたものの一人の生保レディがそれを認め、自身がそれが原因で離婚したことを告白。それの効果で他社との保険契約は解除、自社との契約のみになったと話す。客のなかには最初からそれを要求してくる例や、成績の振るわないレディには上司からそれをほのめかされる場合もあると語る。最後に生保レディの良い面は学歴職歴年齢に関係なく雇用に貢献していると、取ってつけたように締めくくられる。

## 第2回の放送休止、番組打ち切り
初回を放送後、全編ボカシの表現・演出方法が局の内規に抵触する恐れがあるとの理由で、2013年10月29日から放送を一時休止する旨が番組公式サイトで発表され、同日は『モニタリング傑作選』に差し替えられた。また、TBSは10月30日の定例会見において、局内や視聴者からの批判、生命保険関係者からも苦情があったことを明らかにした。
TBSでは、表現・演出方法を再検討した後、早期に再開するとしていたが、2013年11月12日に番組の打ち切りを正式に発表した。
その11か月後の2014年の秋改変に『マツコの知らない世界』は火曜21時台の枠で1時間番組（2期）の全国放送となって復活している。TBSにおいてはさらに2021年（令和3年）からは明石家さんまとの『週刊さんまとマツコ』も開始している。

## ネット局
| 放送対象地域 | 放送局                | 系列    | 放送日時                                    | 遅れ       |
| ------------ | --------------------- | ------- | ------------------------------------------- | ---------- |
| 関東広域圏   | TBSテレビ（TBS）      | TBS系列 | 2013年10月23日（水）0:13 - 0:43（22日深夜） | 製作局     |
| 北海道       | 北海道放送（HBC）     | TBS系列 | 2013年10月23日（水）0:13 - 0:43（22日深夜） | 同時ネット |
| 山形県       | テレビユー山形（TUY） | TBS系列 | 2013年10月23日（水）0:13 - 0:43（22日深夜） | 同時ネット |
| 福島県       | テレビユー福島（TUF） | TBS系列 | 2013年10月23日（水）0:13 - 0:43（22日深夜） | 同時ネット |
| 新潟県       | 新潟放送（BSN）       | TBS系列 | 2013年10月23日（水）0:13 - 0:43（22日深夜） | 同時ネット |
| 長野県       | 信越放送（SBC）       | TBS系列 | 2013年10月23日（水）0:13 - 0:43（22日深夜） | 同時ネット |
| 静岡県       | 静岡放送（SBS）       | TBS系列 | 2013年10月23日（水）0:13 - 0:43（22日深夜） | 同時ネット |
| 石川県       | 北陸放送（MRO）       | TBS系列 | 2013年10月23日（水）0:13 - 0:43（22日深夜） | 同時ネット |
| 中京広域圏   | 中部日本放送（CBC）   | TBS系列 | 2013年10月23日（水）0:13 - 0:43（22日深夜） | 同時ネット |
| 愛媛県       | あいテレビ（itv）     | TBS系列 | 2013年10月23日（水）0:13 - 0:43（22日深夜） | 同時ネット |
| 長崎県       | 長崎放送（NBC）       | TBS系列 | 2013年10月23日（水）0:13 - 0:43（22日深夜） | 同時ネット |

- 青森テレビ、IBC岩手放送、東北放送、山陽放送などは遅れネットを予定していた。しかし、前述の放送休止により、別番組への差し替え、もしくは後続以降の番組をそれぞれ30分繰り上げる措置をとった。
- 上記同時ネット局について、第2回の放送予定だった時間には全局TBS発のつなぎ番組を同時ネットで放送した。第3回以降の放送予定だった時間にはTBS発のつなぎ番組を同時ネットする局がそれまでより次第に減り、別のつなぎ番組を放送する局もあった。また、TBSにおける本番組の後番組『東野幸治のナイモノネダリ』が開始されるも、それ以前に新たな別番組を編成したため、これを本番組のように同時ネットとはしない局もあった。

## スタッフ
- 構成：利光宏治、木南広明
- ナレーション：中村啓子
- カメラ：石毛雄己
- VE：横川友之
- 音声：中西由香里
- 技術協力：スウィッシュジャパン
- CG：森三平
- MA：轉石裕治
- 音響効果：福永真弓
- 美術プロデューサー：山口智広
- 美術制作：五島章弘
- TK：野村佳乃子
- デスク：渡辺香織
- 編成：坂田栄治、高山暢比古
- 宣伝：小林久幸
- マネージメントプロデューサー：稲見亜矢
- AP：中村恵
- AD：早田翔、竹本翔
- ディレクター：冨田雅也、平野彰子、林博史、三枝浩史、森山史崇、野添みどり
- 総合演出：高岡滋紀
- プロデューサー：三島圭太、寺田淳史